# Ионов (хутор)
Ионов — хутор в Камышинском районе Волгоградской области, в составе Сестренского сельского поселения.
Население — 34 чел. (2010)

## История
Основан в 1770-х годах. Согласно Историко-географическому словарю Саратовской губернии Ионов или Верхняя Сестренка в административном отношении рассматривался как одна из частей села Сестренки Камышинской волости Камышинского уезда Саратовской губернии. Назван по имени первого поселенца. Крестьяне занимались хлебопашеством и садоводством. В 1890 году - 58 дворов
С 1928 года в составе Сестренского сельсовета Камышинского района Камышинского округа (округ ликвидирован в 1934 году) Нижневолжского края (с 1935 года — Сталинградского края, с 1936 года — Сталинградской области, с 1961 года — Волгоградской области).

## Общая физико-географическая характеристика
Хутор расположен в степной местности, в пределах Приволжской возвышенности, являющейся частью Восточно-Европейской равнины, при овраге Казённый (на реке Сестренка), на высоте около 40 метров над уровнем моря. Рельеф местности холмисто-равнинный, развита овражно-балочная сеть. Почвы каштановые. Почвообразующие почвы - пески.
Автомобильной дорогой связан с селом Вихлянцево. По автомобильным дорогам расстояние до административного центра сельского поселения села Вихлянцево -  2,5 км, до районного центра города Камышин — 18 км, до областного центра города Волгоград — 190 км.
Часовой пояс
Ионов, как и вся Волгоградская область, находится в часовой зоне МСК (московское время). Смещение применяемого времени относительно UTC составляет +3:00.

## Население
| 2002 |
| ---- |
| 31   |

| 2010 |
| ---- |
| 34   |